# Chiesa di Santa Maria Assunta (Maggia)
La chiesa parrocchiale di Santa Maria Assunta è un edificio religioso che si trova a Giumaglio, frazione di Maggia in Canton Ticino.

## Storia
La struttura viene citata per la prima volta in documenti storici risalenti al 1407, anche se all'epoca era dedicata alla Beata Vergine delle Grazie e a San Maurizio. L'attuale dedica risale al 1703. Nel XVII secolo venne trasformata in stile barocco. Nel 1876 venne prolungata la navata e ricostruita la facciata.

## Descrizione
La chiesa ha una pianta adm unica navata sovrastata da una volta a schifo e da una volta a crociera.